# 유현규
유현규(柳賢圭 , 1995년 11월 8일 ~ )은 대한민국의 축구 선수이다. 포지션은 센터포워드 / 왼쪽 윙어 / 오른쪽 윙어이다. 현재 K3리그 춘천시민축구단 소속이다.